# WTA-toernooi van Sarasota
Het WTA-toernooi van Sarasota was een tennistoernooi voor vrouwen dat van 1973 tot en met 1976 en van 2002 tot en met 2003 plaatsvond in de Amerikaanse plaats Sarasota. De laatste officiële naam van het toernooi was Sarasota Clay Court Classic.
De WTA organiseerde het toernooi, dat in 2002 en 2003 in de categorie "Tier IV" viel en werd gespeeld op gravel.
Er werd door 32 deelneemsters per jaar gestreden om de titel in het enkelspel, en door 16 paren om de dubbelspeltitel. Aan het kwalificatietoernooi voor het enkelspel namen 32 speelsters deel, met vier plaatsen in het hoofdtoernooi te vergeven.
De Amerikaanse Chris Evert zegevierde driemaal in het enkelspel.

## Officiële namen
| 1973–1974 | First Federal of Sarasota   |
| 1975–1976 | Virginia Slims of Sarasota  |
| 2002      | Sarasota Open               |
| 2003      | Sarasota Clay Court Classic |

## Meervoudig winnaressen enkelspel
| speelster   | aantal titels | in de jaren      |
| ----------- | ------------- | ---------------- |
| Chris Evert | 3             | 1973, 1974, 1976 |

## Enkel- en dubbelspeltitel in één jaar
| speelster        | in het jaar |
| ---------------- | ----------- |
| Chris Evert      | 1974        |
| Billie Jean King | 1975        |
| Jelena Dokić     | 2002        |

## Finales

### Enkelspel
| Datum      | Naam                        | Cat.          | ($)           | Ondergrond     | Winnares          | Verliezend finaliste | Uitslag       |               |
| ---------- | --------------------------- | ------------- | ------------- | -------------- | ----------------- | -------------------- | ------------- | ------------- |
| 1973-04-02 | First Federal of Sarasota   |               | 20.000        | gravel, buiten | Chris Evert       | Evonne Goolagong     | 6-3, 6-2      |               |
| 1974-04-08 | First Federal of Sarasota   |               | 50.000        | gravel, buiten | Chris Evert       | Evonne Goolagong     | 6-4, 6-0      |               |
| 1975-01-13 | Virginia Slims of Sarasota  |               | 75.000        | tapijt, binnen | Billie Jean King  | Chris Evert          | 6-2, 6-3      |               |
| 1976-02-23 | Virginia Slims of Sarasota  |               | 75.000        | tapijt, binnen | Chris Evert       | Evonne Goolagong     | 6-3, 6-0      |               |
| 1977–2001  | geen toernooi               | geen toernooi | geen toernooi | geen toernooi  | geen toernooi     | geen toernooi        | geen toernooi | geen toernooi |
| 2002-04-01 | Sarasota Open               | Tier IV       | 140.000       | gravel, buiten | Jelena Dokić      | Tatjana Panova       | 6-2, 6-2      | details       |
| 2003-03-31 | Sarasota Clay Court Classic | Tier IV       | 140.000       | gravel, buiten | Anastasia Myskina | Alicia Molik         | 6-4, 6-1      | details       |

### Dubbelspel
| Datum      | Naam                        | Cat.          | ($)           | Ondergrond     | Winnaressen                      | Verliezend finalistes                | Uitslag       |               |
| ---------- | --------------------------- | ------------- | ------------- | -------------- | -------------------------------- | ------------------------------------ | ------------- | ------------- |
| 1973-04-02 | First Federal of Sarasota   |               | 20.000        | gravel, buiten | Patti Hogan Sharon Walsh         | Martina Navrátilová Marie Neumannová | 4-6, 6-0, 6-3 |               |
| 1974-04-08 | First Federal of Sarasota   |               | 50.000        | gravel, buiten | Chris Evert Evonne Goolagong     | Tory Fretz Cecilia Martinez          | 6-2, 6-2      |               |
| 1975-01-13 | Virginia Slims of Sarasota  |               | 75.000        | tapijt, binnen | Chris Evert Billie Jean King     | Betty Stöve Virginia Wade            | 6-4, 6-2      |               |
| 1976-02-23 | Virginia Slims of Sarasota  |               | 75.000        | tapijt, binnen | Martina Navrátilová Betty Stöve  | Mona Guerrant Ann Kiyomura           | 6-1, 6-0      |               |
| 1977–2001  | geen toernooi               | geen toernooi | geen toernooi | geen toernooi  | geen toernooi                    | geen toernooi                        | geen toernooi | geen toernooi |
| 2002-04-01 | Sarasota Open               | Tier IV       | 140.000       | gravel, buiten | Jelena Dokić Jelena Lichovtseva  | Els Callens Conchita Martínez        | 6-7, 6-3, 6-3 | details       |
| 2003-03-31 | Sarasota Clay Court Classic | Tier IV       | 140.000       | gravel, buiten | Liezel Huber Martina Navrátilová | Shinobu Asagoe Nana Miyagi           | 7-6, 6-3      | details       |